# 黃椒雀鯛
黃椒雀鯛（学名：Plectroglyphidodon aureus），又名黃高身雀鯛、金色眶鋸雀鯛、厚殼仔，为條鰭魚綱鱸形目雀鯛科椒雀鯛屬下的一个种，棲息於熱帶太平洋的珊瑚礁中，深度1至5公尺，本魚體呈卵圓形且側扁，體色是黃色。胸鰭、尾鰭、背鰭與臀鰭的後緣有時是半透明，頭部的上半部與身體的前背區域黃褐色，吻部至眼下方有一條藍灰色條紋，嘴唇是灰白色或褐色，最上面胸鰭鰭條的基底有一個小的黑色斑點，尾梗的背緣,具有一個黑色的鞍狀斑, 大約眼的大小或較小，背鰭硬棘12枚、背鰭軟條15-16枚、臀鰭硬棘2枚、臀鰭軟條12枚，體長可達11公分，棲息在沿岸或外海的珊瑚礁，生活習性不明。

## 扩展阅读
- 維基物種上的相關：黃椒雀鯛

1. ↑  . FishBase.   [2014-01-08]. （原始内容存档于2016-09-16）.